# INS Sindhukesari
L'INS Sindhukesari (pennant number : S60) est un sous-marin diesel-électrique de classe Sindhughosh de la marine indienne.

## Conception
L’INS Sindhukesari fait partie des 20 sous-marins d’attaque diesel-électriques de la marine indienne, et des 10 sous-marins de classe Kilo. Ces sous-marins qui font partie du projet 887EKM ont été conçus par le bureau d'étude Rubin à Saint-Pétersbourg. Leur déplacement est de 2300 tonnes, leur longueur de 72,6 m, leur vitesse en immersion de 19 nœuds et leur profondeur de plongée de 300 mètres. L’équipage se compose de 52 personnes, l’autonomie en patrouille est de 45 jours. Leur armement se compose de six tubes lance-torpilles de calibre 533 mm, qui permettent le lancement de torpilles, de roquettes, de missiles et de mines marines[réf. souhaitée].
Un de ces navires (INS Sindhudhvaj), a déjà été retiré du service. Un autre (INS Sindhurakshak) a été perdu dans un accident. Un troisième (INS Sindhuvir) a été transféré à la marine birmane, si bien que la flotte de classe Kilo est réduite à seulement sept unités. Plusieurs de ces navires ont achevé (ou sont en voie de terminer) leur programme de modernisation et de remise en état majeure (en anglais : Major Refit and Life Certification MRLC) qui prolongera leur durée de vie et leur donnera 10 années de service supplémentaires, ce qui signifie qu’ils seront mis hors service d’ici 2030-2032. Il s’agit des INS Sindhughosh (navire de tête de la classe, lancé en 1986), INS Sindhuraj (3e navire, lancé en 1987), INS Sindhuratna (5e navire, lancé en 1989) et INS Sindhukesari (6e navire, lancé en 1989).

## Engagements
L’INS Sindhukesari a été mis en service le 29 octobre 1988. Le Bureau central de conception pour l’ingénierie maritime Rubin de Russie confirme que la durée de vie totale autorisée des sous-marins type 877EKM est de 35 ans. Chacun de ces sous-marins doit subir un carénage et une mise à niveau après avoir terminé 13 ans de service. Puis, à 26 ans de service, ils font l’objet d’un programme de prolongation de la durée de vie lors d’un radoub prolongé (incluant d’autres mises à niveau) afin de rester en service pendant une période totale de 35 ans.
L’INS Sindhukesari a effectué ces travaux au chantier naval russe Zviozdotchka, dans la ville de Severodvinsk sur la mer Blanche. Le Sindhukesari s’y est rendu à bord du navire transporteur de colis lourds néerlandais Rolldock Star. Le transport a commencé le 6 mai 2016. La route choisie traversait l’océan Indien, contournait la pointe sud de l’Afrique et traversait l’océan Atlantique, la mer du Nord, la mer de Barents et la mer Blanche. Le navire est entré dans le port de Severodvinsk le 15 juin. Selon le contrat signé le 14 octobre 2015 entre Zvezdochka et le ministère de la Défense indien, 27 mois seront nécessaires pour les réparations et la modernisation[réf. souhaitée]. L’INS Sindhukesari est le premier sous-marin de classe Kilo de la marine indienne à subir ce deuxième carénage et cette modernisation avec la prolongation de la durée de vie. Elle ajoute dix ans à la durée de vie spécifiée de 25 ans du sous-marin. L’INS Sindhukesari est donc le premier sous-marin indien de classe Kilo dont la durée de vie ne sera pas inférieure à 35 ans. Ses caractéristiques de fonctionnement et de combat sont également améliorées.
Après avoir terminé son carénage et sa mise à niveau à Zvezdochka, pour un coût de 171 millions de dollars, l’INS Sindhukesari a été renvoyé en Inde en février 2019. Cependant, sa remise en service a subi un retard de près d’un mois, après qu’il a subi des dommages dans un incendie accidentel survenu en mars. Il a été endommagé alors que certains composants indigènes et un périscope L3 Communications de fabrication américaine étaient installés à bord, dans un chantier naval de la ville de Bombay, situé sur la côte ouest du pays. L’incendie a eu lieu au cours de la première semaine de mars, pendant des opérations de soudage. Les dommages ont été contenus et il n’y a pas eu de blessés, cependant des composants critiques de la salle de contrôle ont été touchés par la suie produite par l’incendie. Ceux-ci ont dû être vérifiés et nettoyés individuellement avant que le sous-marin puisse être dégagé